# Henryk Józef Nowacki
Henryk Józef Nowacki (né le 11 août 1946) est un prélat polonais de l'Église catholique qui a passé sa carrière au service diplomatique du Saint-Siège.

## Biographie
Nowacki est né le 11 août 1946 à Gunzenhausen. Il est ordonné prêtre le 31 mai 1970 par Jerzy Ablewicz (pl), évêque de Tarnów.

## Carrière diplomatique
Le 8 février 2001, le pape Jean-Paul II le nomme archevêque titulaire de Blera (de) et nonce apostolique en Slovaquie (en). Il reçoit la consécration épiscopale de Jean-Paul II le 19 mars. Le 28 novembre 2007, Benoît XVI le nomme nonce apostolique au Nicaragua (en).
Benoît XVI le nommé nonce apostolique en Suède (en) et en Islande (en) le 28 juin 2012. Le 6 octobre 2012, Nowacki est nommé nonce apostolique au Danemark (en), en Finlande (en) et en Norvège (en) également.
Il prend sa retraite en février 2017 pour raisons de santé après une audience privée avec le Pape François.